# Aspidoglossum crebrum
Aspidoglossum crebrum là một loài thực vật có hoa trong họ La bố ma. Loài này được Kupicha mô tả khoa học đầu tiên năm 1984.